# Polizei-Bataillon 320
Das Polizei-Bataillon 320 war eine militärische Einheit der Ordnungspolizei im Zweiten Weltkrieg. Nach der Aufstellung im Februar 1941 wurde es bis zur Auflösung 1944 vor allem im Vernichtungskrieg und beim Mord an den Juden in der Sowjetunion eingesetzt. Die Zahl der Opfer der Erschießungen, an denen die Einheit beteiligt war, wird mit 45.000 veranschlagt.

## Aufstellung und Einsatzgebiet
Das Polizei-Bataillon 320 wurde im Februar 1941 in Berlin-Spandau aufgestellt. Es bestand neben dem Bataillonsstab aus drei Kompanien und einer Kraftfahrstaffel. Unter dem Kommando von Major Kurt Franz Dall (1905–1949) wurde die Einheit am 19. Februar 1941 in das Protektorat Böhmen und Mähren verlegt und in Jungbunzlau und Kolín stationiert. Vom 2. April bis zum 26. Mai 1941 wurden die 1. und 2. Kompanie in Jugoslawien eingesetzt, während der Stab und die 3. Kompanie in Kolin verblieben. Nach dem Überfall auf die Sowjetunion am 22. Juni 1941 wurde das Bataillon nach Jaslo im besetzten Polen verlegt. Mitte August 1941 marschierte die Einheit über Przemyśl, Lemberg und Tarnopol nach Proskurow in der Ukraine, wo es neben den Bataillonen 304 und 315 als Polizei-Bataillon 320 zur besonderen Verwendung (z. b. V.) dem Höheren SS- und Polizeiführer Russland-Süd, Friedrich Jeckeln, unterstellt wurde.
Am 7. September war das Bataillon in Rowno stationiert, wo Stab, Kfz-Staffel und 3. Kompanie verblieben, während die 1. Kompanie nach Sarny, die 2. hingegen nach Luzk verlegt wurden. Von Oktober 1941 bis Februar 1942 war dem Polizeibataillon die 1. Kompanie („Ostland“) des Polizei-Bataillons 33 unterstellt, die vor allem aus Deutschen aus Lettland bestand. Am 24. Februar 1942 kam das Bataillon an die Mius-Front nahe Taganrog, von wo es am 21. Juni wieder ins rückwärtige Frontgebiet verlegt wurde. Dort unterstand es wie auch die Bataillone 304 und 315 dem Kommando des Polizei-Regiments 11. Bis Januar 1944 wurde die Einheit bei der sogenannten Partisanen- und Bandenbekämpfung im Raum Brest-Litowsk, Gomel, Shitomir, Schepetowka und Kowel eingesetzt. 1944 wurde das Bataillon wieder an der Front im Raum Rowno, Dubno, Luzk und im Weichselbogen eingesetzt. Noch im selben Jahr wurde die Einheit aufgelöst.

## Beteiligung an Verbrechen
Angehörige des Polizei-Bataillons 320 waren während des Deutsch-Sowjetischen Krieges an mehreren Mordaktionen gegen Juden beteiligt. Beim Massaker von Kamenez-Podolsk, bei dem zwischen dem 28. und 31. August 1941 rund 23.000 Juden ermordet wurden, übernahmen am 27. August die 1. und 2. Kompanie unter dem Kommando der Hauptleute Alfred Weber (* 1904) und Hans Wiemer (* 1914) die Aufgabe, den Erschießungsort abzusperren und die Opfer dorthin zu treiben. Die 3. Kompanie unter dem Kommando von Heinrich Scharwey (* 1907) traf am 28. August ein und beteiligte sich seit dem Nachmittag dieses Tages an der Aktion. Ein Angehöriger des Bataillons berichtete in einer Vernehmung 1960, Scharwey habe eine antisemitische Ansprache an seine Männer gehalten und versucht, sie von der Notwendigkeit der Massenexekution zu überzeugen. Zugleich habe er auch erwähnt, dass er dem Einzelnen nicht den Befehl geben könne, mitzuschießen. Ein einziger Kompanieangehöriger, Werner Hofmann (* 1911), wandte sich daraufhin an Kompaniechef Scharwey und ließ sich von diesem von der Aktion befreien. Die anderen hätten die Maßnahme als „notwendiges Übel“ hingenommen. Mindestens zwölf Angehörige des Bataillons beteiligten sich an den Exekutionskommandos.
Jeckeln meldete dem Reichsführer SS Heinrich Himmler außerdem am 31. August 1941 per Funkspruch, das Polizei-Bataillon 320 unternehme eine Aktion in Minkowzy, 45 Kilometer nordöstlich von Kamenez-Podolsk, bei der 2.200 Juden erschossen worden seien. Dort löste das Polizei-Bataillon das Ghetto auf, sammelte unter Beteiligung der lokalen Polizei die jüdischen Einwohner auf der Hauptstraße und führte sie zu drei bereits ausgehobenen Massengräbern, wo sie, ebenfalls unter Beteiligung der ukrainischen Polizei, in Gruppen zu 10 bis 15 Personen erschossen wurden. Diese Aktion wurde in späteren Ermittlungsverfahren möglicherweise zum Massaker von Kamenez-Podolsk gezählt.
Bei einer weiteren größeren Mordaktion in Rowno vom 6. bis 8. November 1941 wurden etwa 15.000 Juden ermordet. Wiederum sorgte das Polizei-Bataillon 320 für die Ergreifung und den Transport der Opfer und die Absperrung des Erschießungsortes. Dies war ein Wald in der Nähe des Dorfes Sosneka, wo sowjetische Kriegsgefangene zuvor zehn Massengräber ausheben mussten. Wahrscheinlich 25 Mann aus der 1. und 3. Kompanie gehörten zum Erschießungskommando. Eine Abteilung des Einsatzkommandos 5 der Einsatzgruppe C unter dem Befehl von SS-Sturmbannführer Hermann Ling, Ukrainer und fünf Angehörige der „Ostland-Kompanie“ waren ebenfalls beteiligt. Am 8. November wurden noch 50 alte Juden in einer kleineren Grube entdeckt, die dort offenbar vergessen worden waren. Sie wurden von einem Kommando der 3. Kompanie unter Heinrich Scharwey ermordet.
Das Bataillon war an weiteren Mordaktionen beteiligt, denen jeweils mehrere hundert Juden zum Opfer fielen. Einige Tage nach der Mordaktion bei Rowno erschossen acht Angehörige der 1. Kompanie 300 bis 400 Juden südlich von Kostopol. Bei einer Erschießung von mindestens 1.500 Juden durch ein SD-Kommando in der Nähe von Bereza Kartuska Ende Juli 1942 waren die 2. und die 3. Kompanie beteiligt. Im Sommer exekutierte die 3. Kompanie 150 Juden in den Pripjetsümpfen. Im September/Oktober 1942 sperrte die 1. Kompanie das Ghetto in Bereza Kartuska ab und transportierte etwa 1.000 Juden per LKW zum Exekutionsort. Angehörige der 3. Kompanie trieben die Opfer in eine Grube, wo sie von einem SD-Kommando erschossen wurden. An einer Exekution von 5.000 Juden aus Rowno in Kostopol am 14. Juli 1942 war das Bataillon entgegen der Darstellung bei Daniel Jonah Goldhagen jedoch nicht beteiligt. Bei der Vernichtung des Ghettos von Pinsk, der vom 29. Oktober bis 1. November 1942 mindestens 18.000 Juden zum Opfer fielen, beteiligte sich ein Zug der 3. Kompanie an der Durchkämmung des Ghettos, die anderen beiden Züge sowie die 2. und 3. Kompanie bewachten die Juden am Sammelplatz, eskortierten sie zum Erschießungsort und sperrte die Gruben ab.
Als Vergeltungsaktionen im Rahmen der Partisaneneinsätze brannten Angehörige der 3. Kompanie das Dorf Malischewka nieder und schossen in die brennenden Häuser. Dabei sollen ca. 100 Dorfbewohner getötet worden sein. Kurz vor Weihnachten 1943 befahl Bataillonskommandeur Schwarz-Linek eine Vergeltungsaktion gegen ein Dorf, bei der 200 Männer zusammengetrieben und erschossen wurden.

## Strafrechtliche Ermittlungen
Ab 1961 ermittelte die Zentralstelle im Land Nordrhein-Westfalen für die Bearbeitung von nationalsozialistischen Massenverbrechen bei der Staatsanwaltschaft Dortmund gegen Polizeirat Hans Wiemer, den Führer der 2. Kompanie, als Hauptbeschuldigten wegen Mordes und Beihilfe zum Mord in über 50.000 Fällen. Im Laufe des Verfahrens wurden 400 Polizisten erfasst und 131 ehemalige Bataillonsangehörige vernommen. Einige Beschuldigte waren inzwischen in den Polizeidienst der Bundesrepublik eingetreten; Friedrich Haferkamp, im Herbst 1942 Führer der 1. Kompanie, war Oberstleutnant der Bundeswehr. Allerdings kam die Zentralstelle zu dem Schluss, das Bataillon habe hauptsächlich Absperrdienste geleistet und kaum Schützen für die Exekutionen abgestellt. Drei Polizisten hatten die Teilnahme an Exekutionen gestanden, die übrigen hatten dies bestritten. Der Führer der 1. Kompanie, Alfred Weber, behauptete, der Einsatz der Schützen aus seiner Einheit sei vom höheren SD-Führer veranlasst worden. Die Schützen seien später gefallen.
Im Januar bzw. Februar 1962 wurde das Verfahren gegen 363 ehemalige Bataillonsangehörige eingestellt. Gegen 30 Beschuldigte wurde das Verfahren zunächst fortgesetzt und im Dezember 1962 schließlich eingestellt. Die Zentrale Stelle der Landesjustizverwaltungen zur Aufklärung nationalsozialistischer Verbrechen in Ludwigsburg kritisierte insbesondere die Einstellung der Ermittlungen gegen Wiemer, die mit der Annahme eines Befehlsnotstandes begründet worden war. Der Generalstaatsanwalt in Hamm bestätigte jedoch am 23. April 1963 die Dortmunder Sichtweise.
Der ehemalige Angehörige der 3. Kompanie, Herbert Hofmann, der sich 1941 durch Scharwey von der Teilnahme an den Erschießungsaktionen hatte entbinden lassen, trat als Zeuge der Nebenklage 1965 im Frankfurter Auschwitz-Prozess auf.